# Lakatos Sándor (újságíró)
Lakatos Sándor (Szeged, 1870. január 21. – Budapest, 1940. március 25.) hírlapíró és nótaszerző.

## Élete
Lakatos Mihály városi tisztviselő és Kovács Róza fia. Szülővárosában végezte el a gimnáziumot, majd 1889-ben a budapesti egyetem bölcseleti fakultására iratkozott be, melyet hét félévig látogatott. 
Néhány hónapig nevelősködött; azután egy ideig a Magyar Mesemondó című, a kormány támogatásával megindított irodalmi vállalat munkatársa volt és több füzet népes verset, nótát, elbeszélést írt, eleinte Hargitay Lajos, utóbb már a saját neve alatt. 1890-ben a Kis Újság politikai napilaphoz került a hírrovat vezetőjének. 1891-ben Verhovay Gyula Független Újság című politikai napilapjához ment és a főváros közigazgatása ellen megjelent támadó cikkeivel vonta magára a figyelmet. A hírlap bukása (november 8.) után Aradra szerződött az Alföld mérsékelt ellenzéki napilap főmunkatársának; írt újdonságot, krokit, tárcát és egyéb cikket. 
1892 nyarán ismét Budapesten a Magyar Hírlapnál és az Egyetértésnél dolgozott; ez utóbbinak az év őszén ő volt a riportere; ekkor folyt a Hentzi- és a budai 1848-49-es honvédemlékszobor-ügy. 1893-ban a Hazánk c. politikai napilaphoz szerződtették mint hírrovatvezetőt és országgyűlési tudósítót. 1894-95-ben a szegedi 5. gyalogezredben szolgált mint önkéntes; ebből az időből 15-20 baka-története jelent meg tőle különböző fővárosi lapban. Katonáskodása után ismét a Hazánknál működött, majd a Hírcsarnok c. kőnyomatú lapnál. 1898-ban az Országos Hírlap munkatársa lett, mint a fővárosi ügyek referense és itt dolgozott a lap megszűntéig. 1899-től a Magyar Nemzetnél működött. 
1940. március 25-én hajnalban hunyt el.
Költeményeket írt a Képes Családi Lapokba (1888); cikkei megjelentek a fővárosi lapokban, így a Független Újságban (1896. 52. sz. Karácsony a kaszárnyában), a Rudolf Emlék-Albumban (1897. Baka történet) sat. Szerkesztette a Népjog c. politikai hetilapot 1899. április 16-tól.

## Munkái
- Vásárhelyi Nóták. Budapest, év n. (Nóták, Historiák 80.)
- Csöngölei Nóták. Budapest, év n. (Nóták, Historiák 83.)
- Aradi nóták. Budapest, év n. (Nóták, Historiák 132.)
- Nóták a «Lassan csöpög» csárdából. Budapest, év n. (Nóták, Historiák 133.)